# Iwaszky (obwód charkowski)
Iwaszky (ukr. Івашки) – wieś na Ukrainie, w obwodzie charkowskim, w rejonie bogoduchowskim, w hromadzie Zołocziw. W 2024 liczyła 140 mieszkańców.